# Deutschsoziale Reformpartei
Deutschsoziale Reformpartei (DSRP) var ett politiskt parti i Kejsardömet Tyskland. DSRP vilade på tysknationell, monarkistisk och kristen grund. Även antisemitism var ett utmärkande drag.